# Eurycea nana
Espèce
Statut de conservation UICN

 VU D2 : Vulnérable
Eurycea nana est une espèce d'urodèles de la famille des Plethodontidae.

## Répartition
Cette espèce est endémique du centre du Texas aux États-Unis. Elle se rencontre dans le lac à la source de la San Marcos River dans le comté de Hays.

## Description
Le mâle holotype mesure 49,5 mm de longueur totale et la femelle paratype 48 mm.

## Étymologie
Son nom d'espèce, du latin nanus, « nain », lui a été donné en référence à sa taille.

## Publication originale
- Bishop, 1941 : Notes on salamanders with descriptions of several new forms. Occasional Papers of the Museum of Zoology, University of Michigan, no 451, p. 1-21 (texte intégral).